# Schwienau
Schwienau er en kommune i Samtgemeinde Bevensen-Ebstorf i den nordlige del af Landkreis Uelzen i den nordøstlige del af tyske delstat Niedersachsen, og en del af Metropolregion Hamburg. Kommunen har et areal på godt 31 km², og en befolkning på godt 700 mennesker.

## Geografi
I kommunen liger ud over Schwienau landsbyerne Linden, Melzingen, Stadorf og Wittenwater der ind til 1972 var selvstændige kommuner, samt bebyggelserne Immenhof og Verhorn.